# Citharexylum ellipticum
Citharexylum ellipticum là một loài thực vật có hoa trong họ Cỏ roi ngựa. Loài này được Moc. & Sessé ex D.Don mô tả khoa học đầu tiên năm 1831.